# Chihayaakasaka
Chihayaakasaka (japanska: 千早赤阪村?, Chihayaakasaka-mura) är en landskommun (by) i Osaka prefektur i Japan.  